# Lauren Miller Rogen
Lauren Miller Rogen (ur. 24 lipca 1982) – amerykańska aktorka, scenarzystka i reżyserka filmowa.

## Życiorys
Urodziła się i wychowała w Lakeland na Florydzie (USA), w rodzinie amerykańskich Żydów. Ukończyła Lois Cowles Harrison Center for the Visual and Performing Arts. Jako aktorka filmowa grała początkowo role drugoplanowe (m.in. w filmie Supersamiec).  
Pierwszym filmem, w którym grała główną rolę był Sex telefon z 2012 roku. W filmie tym Miller była też współautorką scenariusza i współproducentką. W 2018 roku wyreżyserowała film Like Father.
Prywatnie jej mężem jest aktor Seth Rogen. Para spotykała się od 2004 roku. Pobrali się w 2011.